# John Smith (ontdekkingsreiziger)
Kapitein John Smith (gedoopt in Willoughby (Lincolnshire), 1580 - Londen, 21 juni 1631) was een Engelse soldaat, zeeman en de eerste belangrijke 'Amerikaanse' auteur.
John Smith was de stichter van de eerste Engelse kolonie in Noord-Amerika: Jamestown. Deze plaats ligt in het huidige Virginia. Hij wordt vaak geassocieerd met Pocahontas, een indiaans meisje van de Powhatan-stam en haar vader Wahunsenacawh, het opperhoofd van de Powhatan. De contacten tussen hen ontstonden ten tijde van confrontaties tussen de Engelsen en de Powhatan-stammenconfederatie, nadat John Smith op ontdekkingstocht ging langs de rivieren van Virginia en de Chesapeake Bay.

## Jeugd
Smith werd in 1580 geboren als lid van een boerenfamilie in Willoughby, Lincolnshire, Engeland. In de periode 1592/95 ging hij naar de openbare school in de nabijgelegen steden Alford en Louth. Kort voor de dood van zijn vader werd Smith een leerling van Thomas Sendall, een koopman. Zijn vader, George Smith, overleed in 1596 en liet hem zijn boerderij na.

## Leven als avonturier
Met de erfenis van zijn vader was Smith al op jonge leeftijd in staat om een leven als avonturier te leiden. In 1597-99 vocht hij aan de zijde van Nederland tegen Spanje tijdens de Nederlandse onafhankelijkheidsoorlog. Na zijn terugkeer bestudeerde hij thuis Niccolo Machiavelli's de Kunst van de oorlog, en dat zou hem later in veldslagen van pas gekomen zijn. In 1600 nam Smith dienst in het Oostenrijkse leger om tegen de Ottomaanse Turken te strijden. Op weg naar Italië werd hij tijdens een storm overboord gegooid en vervolgens gered door een Frans koopvaardijschip. Smith nam met dat schip deel aan de aanval en plundering van rivaliserende schepen, waardoor het geld binnenstroomde. Eenmaal terug in dienst hielp Smith mee om het Turkse leger te verslaan, waarbij hij zelf drie Turken onthoofd zou hebben. Als beloning mocht hij zijn schild versieren met een afbeelding van de drie hoofden. Dat gebeurde in 1602, vlak voordat hij werd gevangengenomen als slaaf.
Als slaaf in Constantinopel vatte zijn 'eigenares', Charatza Tragabigzanda, een sympathie voor hem op. Zij stuurde hem naar haar broer, zodat haar moeder hem niet kon verkopen. Smith doodde de broer echter bij zijn ontsnapping. Na zijn terugkeer in het Heilige Roomse Rijk, kreeg hij een beloning in geld en een document met vermelding van zijn prestaties.
In 1604 reisde Smith in Europa door Duitsland, Frankrijk en Spanje, en ook naar Marokko. Hij was betrokken bij een zeegevecht voor de Afrikaanse kust alvorens naar Engeland terug te keren. Eenmaal terug thuis, raakte hij geïnteresseerd in het verkrijgen van gronden in de overzeese kolonie Virginia. Samen met 144 andere kolonisten kwam hij in 1606 met een schip aan in de Nieuwe Wereld. Problemen bleven niet uit.

## Virginia, eerste reis
Reeds tijdens de reis was hij in conflict gekomen met anderen over de manier waarop deze onderneming moest worden georganiseerd en werd hij gevangengezet. Kort nadat de kolonisten aankwamen in een gebied dat nu bekendstaat als Jamestown werd de situatie onhoudbaar als gevolg van een slechte voorbereiding van de kolonisten. Ze leden honger en er waren gevechten met de Indianen waarbij heel wat slachtoffers vielen. Zonder Smith had de groep het waarschijnlijk niet overleefd. Hij bracht zijn tijd door met verkennen en benaderde de indianen om maïs te verkrijgen.  Hij werd daarmee de bevoorradingsofficier voor de groep. 
Vanwege zijn onethisch gedrag ontvoerden de Powhatan-indianen hem en het scheelde niet veel of ze executeerden hem. Volgens zijn eigen verhaal in The General Historie of Virginia, New England, and the Summer Isles zou de dochter van het opperhoofd, Pocahontas, haar hoofd boven op het zijne gelegd hebben om te beletten dat ze hem onthoofden. Veel historici en literaire wetenschappers betwijfelen de authenticiteit van dit verhaal, vooral omdat Smith pas vele jaren later iets over de tussenkomst van Pocahontas had verteld.

## Literair werk
Smith keerde terug naar Engeland in 1608 en publiceerde er A True Relation. Hij deed meer ontdekkingen in de nieuwe koloniën en werd voorzitter van de kolonie van Jamestown. Vervolgens ging hij weer naar Engeland en werkte aan  een kaart van Virginia. Smith liep in 1609 in Amerika zware brandwonden op toen zijn tas met buskruit ontplofte. Hij keerde opnieuw terug naar Engeland om verder te werken aan zijn geschriften.  Hij exploreerde New England in 1614 en werd benoemd tot admiraal. Tijdens een overtocht naar Amerika in 1615 werd hij een tijdje gevangen gehouden door piraten. Hij werkte ook aan een beschrijving van New England voordat hij terugkeerde naar Engeland. In 1618 diende hij daar een verzoek in tot financiering om een kolonie te beginnen in New England. Zijn New England Trials werden gepubliceerd in 1620. In 1622 volgde de publicatie van The General Historie of Virginia, New England, and the Summer Isles. Smith publiceerde verscheidene andere werken voor zijn dood in 1631. Veel mensen maakten na hem gebruik van het advies in zijn geschriften over hoe kolonies georganiseerd dienden te worden. Hoewel de puriteinen hem afgewezen hadden vanwege hun religieuze vooroordelen, maakte ze goed gebruik van zijn kaarten. John Smith stierf echter in armoede.
- Bibsys: 90543514
- Biblioteca Nacional de España: XX1501103
- Bibliothèque nationale de France: cb12063223m (data)
- Gemeinsame Normdatei: 118797689
- International Standard Name Identifier: 0000 0000 8083 8903
- KulturNav: d66bbd97-b53d-49d3-8f89-976a1804d1bf
- Library of Congress Control Number: n80032759
- Nationale Bibliotheek van Tsjechië: mzk2008443025
- Nationale bibliotheek van Australië: 35506851
- Nationale Bibliotheek van Israël: 987007271055305171
- Nationale Bibliotheek van Polen: a0000001149937
- Nederlandse Thesaurus van Auteursnamen: 184410444
- Réseau des bibliothèques de Suisse occidentale: 02-A023066039
- LIBRIS: 198795
- SNAC: w6hx1sjv
- Système universitaire de documentation: 028890329
- Trove: 978077
- Virtual International Authority File: 4952029
- WorldCat: E39PBJcwyXGyCWbbkWPxpFt3Qq